# Nekrolog 4. Quartal 1951
Nekrolog
◄◄
| ◄
| 1947
| 1948
| 1949
| 1950
| 1951 | 1952 | 1953 | 1954 | 1955 | ► | ►►
1. Quartal |
2. Quartal |
3. Quartal |
4. Quartal 1951
Weitere Ereignisse | Allgemeiner Nekrolog 1951
Die Beschreibung der verstorbenen Person sollte so kurz wie möglich gehalten sein und nur deren signifikante Tätigkeit(en) enthalten.
Neue Namen ggf. auch unter dem Geburts- und Sterbedatum, also etwa unter 1. Januar und im Geburts- und Sterbejahr (2024) eintragen (nur bei entsprechender großer Wichtigkeit). Für Beispiele siehe die schon vorhandenen Artikel.
Außerdem über die fünf zuletzt Verstorbenen, zu denen es einen ausreichend guten Artikel für eine Präsentation auf der Hauptseite gibt, nach der todesbedingten Überarbeitung der Artikel ggf. auch unter Wikipedia Diskussion:Hauptseite informieren und sie am besten auch in den anderen Wikipedia-Sprachversionen eintragen. Tipp: Regelmäßig bei news.google.de nach „ist tot“, „gestorben“ oder „verstorben“ suchen.
Wenn eine Person gestorben ist, gibt es viele Seiten zu dieser Person in der Wikipedia, die davon auch betroffen sind und entsprechend aktualisiert werden müssen. Beispiele: Namenübersichtsseite, Geburtsjahr, Geburtsort-Seiten und viele mehr.
Wie finde ich die betroffenen Seiten?
Im Suchfeld auf der linken Seite gibt man den Suchbegriff so ein: „Vorname Nachname“. Dann klickt man auf Volltext und alle Seiten mit entsprechendem Suchtext werden aufgerufen. Hier sieht man dann schnell, wo auch das Todesjahr Sinn macht oder sogar ein Teil des Artikels angepasst werden muss. Auch hilft das „Werkzeug“ auf der linken Seite sehr gut, um solche Seiten aufzufinden: „Links auf diese Seite“. Somit ist die Wikipedia wieder aktuell in allen Bereichen! Hinweis: bei Eintragung der Kategorie „Gestorben JAHR“ wird der Missbrauchsfilter 49 ausgelöst, was jedoch nicht schlimm ist. Siehe: Spezial:Missbrauchsfilter/49
Dies ist eine Liste von im vierten Quartal 1951 verstorbenen bekannten Persönlichkeiten. Die Einträge erfolgen innerhalb der einzelnen Daten alphabetisch sortiert. Tiere sind im Nekrolog für Tiere zu finden.

## Oktober
| Tag         | Name                             | Beruf, bekannt als                                                                                             | Alter | Beleg |
| ----------- | -------------------------------- | --- | ----- | ----- |
| 1. Oktober  | Alfred Bisanz                    | österreichischer Berufssoldat und ukrainischer Politiker und Soldat                                            | 60    |       |
| 1. Oktober  | Adolf Braunwald                  | deutscher Architekt                                                                                            |       |       |
| 1. Oktober  | Jules-Henri Desfourneaux         | französischer Scharfrichter (1939–1951)                                                                        | 73    |       |
| 1. Oktober  | Konrad Nägeli                    | Schweizer Politiker (FDP)                                                                                      | 70    |       |
| 1. Oktober  | Pauline Pfeiffer                 | amerikanische Journalistin und zweite Ehefrau des Autors Ernest Hemingway                                      | 56    |       |
| 1. Oktober  | Georg Stehli                     | deutscher Naturkundler und Sachbuchautor                                                                       | 68    |       |
| 1. Oktober  | Karel Teige                      | tschechischer Kritiker, Kunsttheoretiker, Publizist, Künstler und Übersetzer                                   | 50    |       |
| 1. Oktober  | Otto Wurzburg                    | Schachkomponist                                                                                                | 76    |       |
| 2. Oktober  | Balbino Dávalos Balkim           | mexikanischer Rechtsanwalt, Diplomat und Rektor der Universidad Nacional de México                             | 85    |       |
| 2. Oktober  | Otto von Leitgeb                 | österreichischer Schriftsteller                                                                                | 90    |       |
| 2. Oktober  | Hermann Pistor                   | deutscher Optiker, Physiker und Pädagoge                                                                       | 76    |       |
| 2. Oktober  | Theodor Schröder                 | deutscher Verwaltungsjurist und Politiker                                                                      | 91    |       |
| 2. Oktober  | Karl Stefan                      | US-amerikanischer Politiker                                                                                    | 67    |       |
| 3. Oktober  | Hugh A. Drum                     | US-amerikanischer Generalleutnant                                                                              | 72    |       |
| 3. Oktober  | Morley Griswold                  | US-amerikanischer Politiker                                                                                    | 60    |       |
| 3. Oktober  | Arnold Latwesen                  | deutscher Schriftsteller, Herausgeber und Schulleiter                                                          | 81    |       |
| 4. Oktober  | Otto Kraigher-Mlczoch            | mährisch-kärntnerischer Künstler                                                                               | 65    |       |
| 4. Oktober  | Henrietta Lacks                  | amerikanische Krebspatientin und Zellspenderin                                                                 | 31    |       |
| 4. Oktober  | Willie Moretti                   | US-amerikanischer Mafioso                                                                                      | 57    |       |
| 4. Oktober  | Paul Schwarz                     | deutscher Ingenieur und Kommunalpolitiker                                                                      | 73    |       |
| 4. Oktober  | Reinhold Trautmann               | deutscher Slawist                                                                                              | 68    |       |
| 5. Oktober  | Alfredo Accorsi                  | italienischer Turner                                                                                           | 70    |       |
| 5. Oktober  | Lothar Fritsch                   | deutscher Offizier, General der Infanterie, SS-Gruppenführer                                                   | 80    |       |
| 5. Oktober  | Isolde Hausser                   | deutsche Physikerin                                                                                            | 61    |       |
| 5. Oktober  | Maurice Lecat                    | belgischer Mathematiker                                                                                        | 67    |       |
| 6. Oktober  | Gustav Hermann                   | deutscher Politiker (SPD), Oberbürgermeister                                                                   | 75    |       |
| 6. Oktober  | Will Keith Kellogg               | US-amerikanischer Industrieller, der in der Nahrungsmittelproduktion tätig war                                 | 91    |       |
| 6. Oktober  | Gunnar Lindström                 | schwedischer Leichtathlet                                                                                      | 55    |       |
| 6. Oktober  | Otto Meyerhof                    | deutsch-amerikanischer Biochemiker, Nobelpreisträger                                                           | 67    |       |
| 06. Oktober | Walter Wadsworth                 | englischer Fußballspieler                                                                                      | 60    |       |
| 6. Oktober  | Oskar Wesche                     | dänischer Kaufmann                                                                                             | 82    |       |
| 7. Oktober  | Jean Cariou                      | französischer Springreiter                                                                                     | 81    |       |
| 7. Oktober  | Anton Philips                    | niederländischer Manager                                                                                       | 77    |       |
| 7. Oktober  | Joseph Rosier                    | US-amerikanischer Politiker                                                                                    | 81    |       |
| 07. Oktober | Hans Tronner                     | österreichischer Leichtathlet                                                                                  | 68    |       |
| 8. Oktober  | Louis Auguste-Dormeuil           | französischer Segler                                                                                           | 83    |       |
| 8. Oktober  | Marianne Bratt                   | deutsche Schauspielerin                                                                                        | 67    |       |
| 8. Oktober  | Charles William Jefferys         | kanadischer Maler, Illustrator, Schriftsteller und Lehrer                                                      | 82    |       |
| 8. Oktober  | Fritz Mauthe                     | deutscher Unternehmer, MdL (Württemberg)                                                                       | 76    |       |
| 8. Oktober  | Theodor Stockmann                | deutscher Bühnenautor                                                                                          | 62    |       |
| 9. Oktober  | Josef Jaksch                     | österreichischer Politiker (SDAP), Landtagsabgeordneter                                                        | 78    |       |
| 9. Oktober  | Rudolf Moos                      | deutsch-jüdischer Unternehmer                                                                                  | 84    |       |
| 10. Oktober | Heinrich Gareis                  | deutscher Jurist, Regierungspräsident, Polizeipräsident und SS-Führer                                          | 73    |       |
| 10. Oktober | Simon Kimbangu                   | christlicher Märtyrer und Religionsstifter                                                                     |       |       |
| 10. Oktober | Axel Sjöblom                     | schwedischer Turner                                                                                            | 68    |       |
| 11. Oktober | Franz Brüninghaus                | deutscher Marineoffizier und Politiker (DVP), MdR                                                              | 81    |       |
| 11. Oktober | Martin Jakob Kärcher             | Landtagsabgeordneter Volksstaat Hessen                                                                         | 76    |       |
| 11. Oktober | Hermann Ochsner                  | deutscher Offizier                                                                                             | 59    |       |
| 11. Oktober | Jakob Ritter                     | deutscher Politiker (SPD, KPD), MdL                                                                            | 65    |       |
| 11. Oktober | Giovanni Scatturin               | italienischer Ruderer                                                                                          | 58    |       |
| 12. Oktober | Julius Christiansen              | deutscher Politiker (DVP), MdL                                                                                 | 54    |       |
| 12. Oktober | Leon Errol                       | australischer Komiker und Schauspieler in den USA                                                              | 70    |       |
| 12. Oktober | Franz Maximilian Groedel         | deutsch-US-amerikanischer Kardiologe                                                                           | 70    |       |
| 12. Oktober | Adolf Heitmann                   | deutscher Politiker (SPD), MdBB                                                                                | 61    |       |
| 12. Oktober | Heinrich Hoffmann                | deutscher evangelischer Theologe und Hochschullehrer                                                           | 77    |       |
| 12. Oktober | Ludwig Petuel jun.               | Münchner Geschäftsmann                                                                                         | 81    |       |
| 12. Oktober | Ivan F. Simpson                  | britischer Film und Theaterschauspieler                                                                        | 76    |       |
| 13. Oktober | Muhammad Ali                     | Emir der Ahmadiyya                                                                                             |       |       |
| 13. Oktober | Louis Bréhier                    | französischer Historiker und Byzantinist                                                                       | 83    |       |
| 13. Oktober | Fox Conner                       | US-amerikanischer Generalmajor                                                                                 | 76    |       |
| 13. Oktober | Leopold von Ledebur              | deutscher General der Infanterie                                                                               | 83    |       |
| 13. Oktober | Heinrich Wilken                  | deutscher Politiker (CDU), MdL                                                                                 | 66    |       |
| 14. Oktober | Hermann von Attems-Heiligenkreuz | österreichischer Politiker                                                                                     | 86    |       |
| 14. Oktober | Edwin Booz                       | US-amerikanischer Unternehmer                                                                                  | 63    |       |
| 14. Oktober | Herman Charles Bosman            | südafrikanischer Autor und Journalist                                                                          | 46    |       |
| 14. Oktober | Franz Cornelsen                  | deutscher Regierungsbeamter und Abgeordneter                                                                   | 83    |       |
| 14. Oktober | Christian Hiller                 | österreichischer Geistlicher und Politiker (CS), Landtagsabgeordneter zum Vorarlberger Landtag                 | 71    |       |
| 14. Oktober | Max Schmidt                      | Schweizer Politiker                                                                                            | 89    |       |
| 15. Oktober | Wilhelm Andreas                  | deutscher Bildhauer                                                                                            | 69    |       |
| 15. Oktober | Karl Birk                        | österreichischer Theaterregisseur und -schauspieler                                                            |       |       |
| 15. Oktober | Arnold Busch                     | deutscher Maler und Grafiker                                                                                   | 75    |       |
| 15. Oktober | Joaquín Chapaprieta Torregrosa   | spanischer Politiker und Ministerpräsident Spaniens                                                            | 79    |       |
| 15. Oktober | Wilhelm Kuhlmann                 | deutscher Politiker (SPD), MdL                                                                                 | 62    |       |
| 16. Oktober | Ottmar Dittrich                  | Sprachwissenschaftler und Philosoph                                                                            | 85    |       |
| 16. Oktober | Richard Forstmann                | deutscher Bergassessor und Verbandsfunktionär                                                                  | 74    |       |
| 16. Oktober | Klara Fricke                     | deutsche Aktivistin in der Frauenbewegung und Jugendfürsorge                                                   | 80    |       |
| 16. Oktober | Karl Kalwoda                     | österreichischer Schauspieler                                                                                  | 55    |       |
| 16. Oktober | John Kelvin Koelsch              | US-amerikanischer Soldat und Rettungspilot                                                                     | 27    |       |
| 16. Oktober | Walter Laas                      | deutscher Ingenieur und Rektor der TH Berlin                                                                   | 81    |       |
| 16. Oktober | Liaquat Ali Khan                 | pakistanischer Politiker, erster Premierminister Pakistans                                                     | 55    |       |
| 17. Oktober | Johann Becker                    | deutscher Jurist und Politiker (DVP), MdR                                                                      | 82    |       |
| 17. Oktober | Hedda Dyson                      | neuseeländische Feministin, Journalistin, Redakteurin und Herausgeberin des New Zealand Woman's Weekly         | 54    |       |
| 17. Oktober | Josef Vinzenz Großauer           | österreichischer Mundartdichter                                                                                | 65    |       |
| 17. Oktober | Eugen Illés                      | ungarischer Kameramann, Filmregisseur und Drehbuchautor                                                        | 72    |       |
| 17. Oktober | Bernhard Kellermann              | deutscher Schriftsteller und Politiker, MdV                                                                    | 72    |       |
| 17. Oktober | Leone Giacomo Ossola             | italienischer römisch-katholischer Geistlicher und Bischof von Novara                                          | 64    |       |
| 17. Oktober | Otto Perl                        | deutscher Mitbegründer des Selbsthilfebundes Körperbehinderter                                                 | 68    |       |
| 17. Oktober | Toni Schwabe                     | deutsche Schriftstellerin, Übersetzerin und Menschenrechtsaktivistin                                           | 74    |       |
| 17. Oktober | Emil Tscheulin                   | deutscher Industrieller, Pionier der Aluminiumindustrie und NS-Wehrwirtschaftsführer                           | 66    |       |
| 17. Oktober | Elsa Wallenberg                  | schwedische Tennisspielerin                                                                                    | 74    |       |
| 18. Oktober | Wilhelm Abegg                    | Begründer und Leiter der modernen preußischen Polizei nach dem Ersten Weltkrieg                                | 75    |       |
| 18. Oktober | Karl Mayer                       | Oberbürgermeister von Neuburg an der Donau                                                                     | 72    |       |
| 18. Oktober | Peter Müller                     | banatschwäbischer römisch-katholischer Geistlicher und Märtyrer                                                | 67    |       |
| 19. Oktober | Hans Adolf Bühler                | deutscher Kunstmaler und nationalsozialistischer Kulturpolitiker                                               | 74    |       |
| 19. Oktober | Gustav Knepper                   | deutscher Bergwerksdirektor                                                                                    | 81    |       |
| 19. Oktober | Elisabeth Knipping               | deutsche Pädagogin und Frauenrechtlerin                                                                        | 82    |       |
| 20. Oktober | Franz Aenderl                    | deutscher Schriftsteller und KPD-Funktionär                                                                    | 67    |       |
| 20. Oktober | Samuel Howard Ash                | US-amerikanischer Varietékünstler, Sänger und Schauspieler                                                     | 67    |       |
| 20. Oktober | Wilhelm Bruhn                    | deutscher Politiker (DNVP), MdR und Verleger der Staatsbürger-Zeitung                                          | 82    |       |
| 20. Oktober | Franz Haider                     | österreichischer Politiker (CSP), Landtagsabgeordneter, Abgeordneter zum Nationalrat, Mitglied des Bundesrates | 74    |       |
| 20. Oktober | Karl Jarres                      | deutscher Politiker (Deutsche Volkspartei) in der Weimarer Republik                                            | 77    |       |
| 20. Oktober | Ferdinand Noeldechen             | deutscher Generalleutnant im Zweiten Weltkrieg                                                                 | 56    |       |
| 20. Oktober | Otto Plattner                    | Schweizer Plakatgestalter, Maler, Grafiker und Glasmaler                                                       | 65    |       |
| 21. Oktober | Wilhelm Fischer                  | deutscher Politiker (SPD), MdL                                                                                 | 47    |       |
| 21. Oktober | Johann Georg Hufnagel            | deutscher Heimatdichter                                                                                        | 82    |       |
| 21. Oktober | Johann Pflugbeil                 | deutscher Offizier, zuletzt Generalleutnant im Zweiten Weltkrieg                                               | 69    |       |
| 21. Oktober | Karl H. Timmermann               | deutschstämmiger Offizier in der US Army                                                                       | 29    |       |
| 22. Oktober | Ida Beer-Walbrunn                | deutsche Malerin                                                                                               | 73    |       |
| 22. Oktober | Émile Boitelle                   | französischer Turner                                                                                           | 53    |       |
| 22. Oktober | Thomas D. McKeown                | US-amerikanischer Politiker                                                                                    | 73    |       |
| 22. Oktober | Philip Rosen                     | US-amerikanischer Kameramann und Filmregisseur                                                                 | 63    |       |
| 22. Oktober | Ede Virágh-Ebner                 | ungarisch-US-amerikanischer Ringer und Wrestler                                                                | 39    |       |
| 23. Oktober | Paul Baratoff                    | russisch-jüdischer Schauspieler                                                                                | 78    |       |
| 23. Oktober | Leo Birinski                     | russisch-US-amerikanischer Dramatiker, Drehbuchautor und auch Filmregisseur jüdischer Herkunft                 |       |       |
| 23. Oktober | Charlie Creath                   | US-amerikanischer Trompeter, Saxophonist, Akkordeon-Spieler und Bandleader                                     | 60    |       |
| 23. Oktober | Ernst Kabisch                    | deutscher Offizier, zuletzt General der Infanterie im Zweiten Weltkrieg und Militärschriftsteller              | 85    |       |
| 23. Oktober | Erwin Lohr                       | österreichischer Physiker                                                                                      | 70    |       |
| 23. Oktober | Johannes Maurach                 | deutscher Theaterschauspieler und -regisseur                                                                   | 68    |       |
| 23. Oktober | Fritz Tarnow                     | deutscher Politiker (SPD), MdR, Gewerkschafter                                                                 | 71    |       |
| 24. Oktober | Carl von Schweden                | schwedischer Adliger, Prinz von Schweden                                                                       | 90    |       |
| 24. Oktober | Joseph Rossé                     | deutsch-französischer Politiker (UPR) und elsässischer Autonomist                                              | 59    |       |
| 25. Oktober | Amélie d’Orléans                 | Königin von Portugal                                                                                           | 86    |       |
| 25. Oktober | Henning Ahrensborg               | dänischer Schauspieler                                                                                         | 26    |       |
| 25. Oktober | Karl Fiebrig                     | deutsch-paraguayischer Botaniker                                                                               | 82    |       |
| 25. Oktober | Oswald Kohut                     | deutscher Redakteur und Schriftsteller                                                                         | 74    |       |
| 25. Oktober | Karl Scheffler                   | deutscher Kunstkritiker und Publizist                                                                          | 82    |       |
| 25. Oktober | Adolf Sponholtz                  | deutscher Verleger und Druckereibesitzer                                                                       | 82    |       |
| 25. Oktober | Alfred Teller                    | österreichischer Architekt                                                                                     | 70    |       |
| 25. Oktober | Bonifaz Wöhrmüller               | deutscher römisch-katholischer Benediktinermönch und fünfter Abt von St. Bonifaz (München)                     | 65    |       |
| 26. Oktober | Jane Barnell                     | US-amerikanische Schauspielerin und eine Jahrmarktssensation                                                   | 74    |       |
| 26. Oktober | Josef Casper                     | österreichischer römisch-katholischer Theologe, Philosoph, Orientalist und Ostkirchenexperte                   | 45    |       |
| 26. Oktober | Dominikus Dietrich               | österreichischer Ordensgeistlicher (Prämonstratenser) und Abgeordneter zum Nationalrat                         | 79    |       |
| 26. Oktober | Jimmy Moran                      | US-amerikanischer Radrennfahrer                                                                                | 65    |       |
| 27. Oktober | Henry Grayson                    | englischer Schiffsbauer                                                                                        | 86    |       |
| 27. Oktober | Paul Jahnke                      | deutscher Politiker (KPD)                                                                                      | 58    |       |
| 27. Oktober | C. Z. Klötzel                    | deutsch-israelischer Journalist und Schriftsteller                                                             | 60    |       |
| 27. Oktober | Ernst Oppikofer                  | Schweizer Arzt, Otorhinolaryngologe, Klinikleiter, Hochschullehrer und Autor                                   | 77    |       |
| 27. Oktober | Ōta Kijirō                       | japanischer Maler                                                                                              | 67    |       |
| 27. Oktober | Paco Pérez                       | guatemaltekischer Sänger, Gitarrist und Komponist                                                              | 34    |       |
| 27. Oktober | Mathieu Quoidbach                | belgischer Radrennfahrer                                                                                       | 78    |       |
| 28. Oktober | Cornelius Bergmann               | mennonitischer Historiker und Philologe                                                                        | 70    |       |
| 28. Oktober | Mady Christians                  | deutsche Schauspielerin                                                                                        | 55    |       |
| 28. Oktober | Karl Koch                        | deutscher Theologe und Politiker (DNVP), MdR                                                                   | 75    |       |
| 28. Oktober | Fritz Levedag                    | deutscher bildender Künstler                                                                                   | 52    |       |
| 28. Oktober | Christo Popow                    | bulgarischer Kaufman                                                                                           | 92    |       |
| 29. Oktober | Robert Grant Aitken              | US-amerikanischer Astronom                                                                                     | 86    |       |
| 29. Oktober | Karl von Lewinski                | deutscher Jurist und Diplomat                                                                                  | 77    |       |
| 29. Oktober | Jean de Raymond                  | französischer Kolonialbeamter in Laos und Kambodscha                                                           |       |       |
| 29. Oktober | Fritz Schotthöfer                | deutscher Journalist und Autor                                                                                 | 80    |       |
| 29. Oktober | Jimmy Tremeer                    | britischer Leichtathlet                                                                                        | 77    |       |
| 29. Oktober | Fritz Wenninger                  | Leicht- und Schwerathletik, mehrfacher Deutscher- und Europameister                                            | 52    |       |
| 30. Oktober | Thomas Berry                     | US-amerikanischer Politiker, Gouverneur von South Dakota                                                       | 72    |       |
| 30. Oktober | Eugen Dietschi-Kunz              | Schweizer Buchdrucker und Burgenkundler                                                                        | 90    |       |
| 30. Oktober | Max Fritsch                      | tschechoslowakischer Politiker (SdP)                                                                           | 70    |       |
| 30. Oktober | Albert von Spreckelsen           | deutscher Richter und Politiker, MdBB                                                                          | 77    |       |
| 31. Oktober | Theodor Sznurkowski              | Landtagsabgeordneter                                                                                           | 78    |       |

## November
| Tag          | Name                                       | Beruf, bekannt als                                                                          | Alter | Beleg |
| ------------ | ------------------------------------------ | ------------------------------------------------------------------------------------------- | ----- | ----- |
| 1. November  | Friedrich Schultze-Rhonhof                 | deutscher Frauenarzt                                                                        | 59    |       |
| 2. November  | Charles A. Christopherson                  | US-amerikanischer Politiker                                                                 | 80    |       |
| 2. November  | Martha Freud                               | Ehefrau von Sigmund Freud                                                                   | 90    |       |
| 2. November  | Friedrich Knoll                            | preußischer Landrat                                                                         | 82    |       |
| 3. November  | Karl-Heinz Dietzel                         | deutscher Geograph                                                                          | 58    |       |
| 3. November  | Gustav E. Lang                             | deutscher Historiker, Publizist und Lehrer                                                  | 84    |       |
| 3. November  | Edgar Pauly                                | deutscher Schauspieler und Spielleiter                                                      | 71    |       |
| 3. November  | Canuto José Reyes y Balladares             | nicaraguanischer römisch-katholischer Geistlicher                                           | 88    |       |
| 3. November  | Alois Rieger                               | österreichischer Politiker (DnP), Abgeordneter zum Nationalrat                              | 82    |       |
| 3. November  | Richard Wallace                            | US-amerikanischer Drehbuchautor, Filmregisseur und Filmproduzent                            | 57    |       |
| 4. November  | Bartlett Adamson                           | australischer Journalist, Dichter, Schriftsteller und Bürgerrechtler                        | 66    |       |
| 4. November  | Ernesto Ambrosini                          | italienischer Leichtathlet                                                                  | 57    |       |
| 4. November  | Wilhelm Brenneke                           | deutscher Erfinder                                                                          | 86    |       |
| 4. November  | Monckton Hoffe                             | irischer Autor                                                                              | 70    |       |
| 4. November  | Anton Pfarrer                              | österreichischer Politiker (CSP), Landtagsabgeordneter                                      | 84    |       |
| 5. November  | Friedrich Koffka                           | deutscher Jurist und Schriftsteller                                                         | 63    |       |
| 5. November  | Adalbert Lieban                            | österreichisch-deutscher Opernsänger (Bariton)                                              | 74    |       |
| 5. November  | Zdeněk Václav Tobolka                      | tschechischer Historiker und Politiker                                                      | 77    |       |
| 5. November  | Agrippina Jakowlewna Waganowa              | russische Balletttänzerin und Ballettpädagogin                                              | 72    |       |
| 5. November  | Reggie Walker                              | südafrikanischer Sprinter                                                                   | 62    |       |
| 5. November  | Bedřich Antonín Wiedermann                 | tschechischer Organist und Komponist                                                        | 67    |       |
| 5. November  | Friedrich Wiesner                          | österreichischer Jurist und Diplomat                                                        | 80    |       |
| 6. November  | Pierre Braine                              | belgischer Fußballspieler                                                                   | 51    |       |
| 6. November  | Max Braun                                  | deutscher Ingenieur, Erfinder und Unternehmer                                               | 61    |       |
| 6. November  | Tom Kiely                                  | irischer Leichtathlet                                                                       | 82    |       |
| 6. November  | Franz Meschkan                             | österreichischer Requisiteur, Bühnenbildner und Filmarchitekt                               | 70    |       |
| 6. November  | Wilhelm Schmid                             | deutscher Klassischer Philologe                                                             | 92    |       |
| 6. November  | Jasper N. Tincher                          | US-amerikanischer Politiker                                                                 | 73    |       |
| 7. November  | Heinz A. Condell                           | deutscher Bühnenbildner und Kostümbildner                                                   | 46    |       |
| 7. November  | Johannes von Hieber                        | deutscher Politiker (DP, DDP), MdR und Staatspräsident in Württemberg                       | 89    |       |
| 7. November  | Ernst Kamieth                              | deutscher Eisenbahner                                                                       | 55    |       |
| 7. November  | Alfred Joseph Koch                         | Priester, Benediktinererzabt                                                                | 72    |       |
| 7. November  | Frederick McEvoy                           | britisch-australischer Sportler und Playboy                                                 | 44    |       |
| 7. November  | Anna Luise von Schwarzburg                 | deutsche Adlige, Fürstin von Schwarzburg-Sondershausen und Schwarzburg-Rudolstadt           | 80    |       |
| 7. November  | Thomas Daniel Winter                       | US-amerikanischer Politiker                                                                 | 55    |       |
| 8. November  | Robert Gärtner                             | deutscher Agrarwissenschaftler und Professor für Tierzucht und Milchwirtschaft              | 57    |       |
| 8. November  | Josef Mach                                 | tschechischer Lyriker, Journalist und Übersetzer                                            | 68    |       |
| 8. November  | Oskar Mulert                               | deutscher Kommunalpolitiker                                                                 | 69    |       |
| 8. November  | Heinrich Nüttgens                          | Historien- und Kirchenmaler der Düsseldorfer Schule                                         | 85    |       |
| 8. November  | Erich Ochs                                 | deutscher Hochschullehrer und Kapellmeister                                                 | 68    |       |
| 8. November  | Heinrich Sitte                             | österreichischer Klassischer Archäologe                                                     | 72    |       |
| 8. November  | Richard S. Whaley                          | US-amerikanischer Jurist und Politiker                                                      | 77    |       |
| 9. November  | Juliette Graves Adams                      | US-amerikanische Pianistin und Musikpädagogin                                               | 93    |       |
| 9. November  | Resurrección María de Azkue                | baskischer Philologe, Musikwissenschaftler, Komponist und römisch-katholischer Priester     | 87    |       |
| 9. November  | Maksymilian Ciężki                         | polnischer Kryptoanalytiker                                                                 | 52    |       |
| 9. November  | Jacques Freundlich                         | österreichischer Rechtsanwalt und Mitglied des Verfassungsgerichtshofs                      | 76    |       |
| 9. November  | Sigmund Romberg                            | US-amerikanischer Komponist                                                                 | 64    |       |
| 9. November  | Anselm Romer                               | deutscher römisch-katholischer Geistlicher, Ordensmann, Missionar und Märtyrer              | 65    |       |
| 9. November  | Berthe Roy                                 | kanadische Pianistin und Musikpädagogin                                                     | 62    |       |
| 9. November  | Alexander Leo Soldenhoff                   | Schweizer Kunstmaler und Flugzeugkonstrukteur                                               | 69    |       |
| 10. November | John Joseph Buerger                        | US-amerikanischer Ruderer                                                                   | 81    |       |
| 10. November | Arthur Johannes Gaitzsch                   | deutscher Jurist und Kommunalpolitiker                                                      | 72    |       |
| 10. November | Walter Riggs                               | britischer Segler                                                                           | 74    |       |
| 10. November | Vincent James Ryan                         | US-amerikanischer Geistlicher, Bischof von Bismarck                                         | 67    |       |
| 10. November | Joseph Henry Leo Schlarman                 | US-amerikanischer Geistlicher, Bischof von Peoria                                           | 72    |       |
| 10. November | Adolf Schnürle                             | deutscher Ingenieur                                                                         | 54    |       |
| 10. November | Artúr Somlay                               | ungarischer Schauspieler                                                                    | 68    |       |
| 10. November | Felix Strecker                             | deutscher Elektrotechniker                                                                  | 59    |       |
| 11. November | Herbert S. Bigelow                         | US-amerikanischer Politiker (Demokratische Partei)                                          | 81    |       |
| 11. November | Hubert Georg Ermisch                       | deutscher Architekt                                                                         | 68    |       |
| 11. November | Clifford Grayson                           | US-amerikanischer Maler                                                                     | 94    |       |
| 11. November | Mack Hellings                              | US-amerikanischer Rennfahrer                                                                | 34    |       |
| 11. November | Walter Hyde                                | britischer Opernsänger (Tenor) und Musikpädagoge                                            | 76    |       |
| 12. November | Alfred Washington Adson                    | US-amerikanischer Neurochirurg                                                              | 64    |       |
| 12. November | Konstantin Biebl                           | tschechischer Dichter                                                                       | 53    |       |
| 12. November | Allan Briggs                               | US-amerikanischer Sportschütze                                                              | 78    |       |
| 12. November | Georg Paezel                               | deutscher Kameramann und Kinotechniker                                                      | 71    |       |
| 13. November | Karl Brunner                               | deutscher Politiker (SPD), MdB                                                              | 46    |       |
| 13. November | Hertha Kräftner                            | österreichische Schriftstellerin                                                            | 23    |       |
| 13. November | Hugo Leichtentritt                         | deutscher Musikwissenschaftler                                                              | 77    |       |
| 13. November | Nikolai Karlowitsch Medtner                | russischer Komponist und Pianist                                                            | 71    |       |
| 13. November | Walter de Souza Goulart                    | brasilianischer Fußballtorhüter                                                             | 39    |       |
| 13. November | Hans Stockhausen                           | deutscher Industrieller und Chemiker                                                        | 72    |       |
| 14. November | Ludovico Chigi Albani della Rovere         | Großmeister des Malteserordens                                                              | 85    |       |
| 14. November | Katharina Muff                             | Schweizer Sozialdemokratin und Frauenrechtlerin                                             | 83    |       |
| 14. November | Ludwig Schickert                           | deutscher Politiker (NSDAP), MdR                                                            | 50    |       |
| 15. November | René Bonneau                               | französischer Automobilrennfahrer                                                           | 53    |       |
| 15. November | Friedrich Cassebohm                        | deutscher Jurist und Politiker, Ministerpräsident des Freistaates Oldenburg                 | 79    |       |
| 15. November | John Halstead                              | US-amerikanischer Mittelstreckenläufer                                                      | 65    |       |
| 16. November | Wilhelm Lönne                              | deutscher Politiker (SPD), MdL                                                              | 69    |       |
| 16. November | Ernst Rattenhuber                          | bayerischer Politiker                                                                       | 64    |       |
| 16. November | Hans Bernhard Rippelbeck                   | Politiker Rheinland-Pfalz                                                                   | 67    |       |
| 16. November | Wilmer Cave Wright                         | US-amerikanische Klassische Philologin                                                      | 83    |       |
| 17. November | Edward Jones                               | britischer Lacrossespieler                                                                  | 70    |       |
| 17. November | Alfred Schwarz                             | deutscher Kunstmaler                                                                        | 84    |       |
| 18. November | Oskar Garvens                              | deutscher Bildhauer, Zeichner und politischer Karikaturist                                  | 76    |       |
| 18. November | Wilhelm Gier                               | deutscher Steyler Missionar und Generalsuperior                                             | 83    |       |
| 18. November | Johannes Henricus van Maarseveen           | niederländischer Politiker (KVP)                                                            | 58    |       |
| 18. November | Alec McNair                                | schottischer Fußballspieler und -trainer                                                    | 67    |       |
| 18. November | Carl Schönfeld                             | deutscher Politiker (CDU), MdL                                                              | 49    |       |
| 19. November | Leopold Andrian                            | österreichischer Schriftsteller und Diplomat                                                | 76    |       |
| 19. November | Karl Attenberger                           | deutscher Kameramann                                                                        | 66    |       |
| 19. November | Charles Buchwald                           | dänischer Fußballspieler                                                                    | 71    |       |
| 19. November | František Čech                             | tschechischer Puppenspieler und Puppenspielautor                                            | 53    |       |
| 19. November | Franz Xaver Eberle                         | bayerischer katholischer Geistlicher und Abgeordneter                                       | 77    |       |
| 19. November | Augustin Fliche                            | französischer Historiker                                                                    | 67    |       |
| 19. November | William L. Higgins                         | US-amerikanischer Politiker                                                                 | 84    |       |
| 19. November | Julius Koch                                | Münchner Polizeipräsident                                                                   | 70    |       |
| 19. November | Richard Seidel                             | deutscher Gewerkschafter und Redakteur                                                      | 69    |       |
| 20. November | Sophie Glättli-Graf                        | Schweizer Frauenrechtlerin                                                                  | 75    |       |
| 20. November | Henry Hoek                                 | deutscher Geologe, Bergsteiger, Skiläufer und Autor                                         | 73    |       |
| 20. November | Gustavo Huet                               | mexikanischer Sportschütze                                                                  | 38    |       |
| 20. November | Catherine Littlefield                      | US-amerikanische Ballerina, Choreografin und Ballettlehrerin                                | 46    |       |
| 20. November | Adolf Spinnler                             | Schweizer Turner                                                                            | 72    |       |
| 21. November | Harry Shapland Colt                        | englischer Golfarchitekt                                                                    | 82    |       |
| 22. November | Václav Chaloupecký                         | tschechischer Historiker und Archivar                                                       | 69    |       |
| 22. November | Karl Escherich                             | deutscher Forstwissenschaftler und Entomologe                                               | 80    |       |
| 22. November | Parmo Ferslew                              | dänischer Fußballspieler                                                                    | 68    |       |
| 22. November | Hans Lübbert                               | deutscher Beamter, Manager und Hochschullehrer der Fischereiwirtschaft, Hamburger Politiker | 81    |       |
| 22. November | William Moore                              | US-amerikanischer Bluesmusiker                                                              | 58    |       |
| 23. November | Nikolla Bey Ivanaj                         | albanischer Verleger und Autor                                                              |       |       |
| 23. November | Josef Prantl                               | österreichischer Komponist und Musikdirektor                                                | 56    |       |
| 25. November | Ludolph Brauer                             | deutscher Mediziner                                                                         | 86    |       |
| 25. November | Raymond Joseph Cannon                      | US-amerikanischer Politiker                                                                 | 57    |       |
| 25. November | István Friedrich                           | ungarischer Fußballspieler, Politiker und Fabrikant                                         | 68    |       |
| 25. November | Paul Hirsch                                | Industrieller, bibliophiler Musiksammler                                                    | 70    |       |
| 25. November | Paul Hirt                                  | deutscher Maler                                                                             | 53    |       |
| 25. November | Harry Liversedge                           | US-amerikanischer Leichtathlet und Brigadegeneral                                           | 57    |       |
| 25. November | Rudolf Penno                               | estnischer Politiker, Mitglied des Riigikogu                                                | 55    |       |
| 25. November | Peter Ricaldone                            | italienischer Salesianer Don Boscos und Generaloberer                                       | 81    |       |
| 25. November | Alfons Singer                              | deutscher Kirchenmusiker und Musikpädagoge                                                  | 67    |       |
| 25. November | Karl Anton Vogt                            | deutscher Schriftsteller und Politiker (Zentrum)                                            | 52    |       |
| 25. November | Leopold von Werner                         | hessischer Kreisrat und -direktor                                                           | 84    |       |
| 26. November | Camille Pic                                | französischer Geistlicher                                                                   | 74    |       |
| 26. November | William Pittenger                          | US-amerikanischer Politiker                                                                 | 65    |       |
| 26. November | Eugen Weissmann                            | deutscher Offizier, zuletzt General der Flakartillerie im Zweiten Weltkrieg                 | 59    |       |
| 26. November | Charles Wreford-Brown                      | englischer Amateur-Sportler und Fußballfunktionär                                           | 85    |       |
| 27. November | Hilarin Felder                             | Schweizer katholischer Theologe und Kapuzinerpater                                          | 84    |       |
| 27. November | Ernst Lehnig                               | niedersächsischer Politiker (SPD)                                                           | 52    |       |
| 27. November | Joseph McGhee                              | US-amerikanischer Jurist und Politiker                                                      | 79    |       |
| 27. November | Thassilo von Scheffer                      | deutscher Dichter                                                                           | 78    |       |
| 27. November | Božena Slančíková-Timrava                  | slowakische Schriftstellerin                                                                | 84    |       |
| 27. November | Jan Sterringa                              | niederländischer Autor und Anarchist                                                        | 81    |       |
| 27. November | Emanuel Walberg                            | schwedischer Romanist                                                                       | 77    |       |
| 28. November | Albert Heinrich von Gröning                | deutscher Verwaltungsjurist                                                                 | 84    |       |
| 28. November | Erwin Marquardt                            | deutscher Reformpädagoge                                                                    | 61    |       |
| 28. November | Jens Möller                                | dänischer Tierarzt und Politiker, Mitglied des Folketing                                    | 57    |       |
| 28. November | Hans Müller                                | deutscher Architekt und Stadtrat                                                            | 86    |       |
| 28. November | Käthe Papke                                | deutsche Heimatschriftstellerin                                                             | 79    |       |
| 29. November | Pramathesh Chandra Barua                   | indischer Filmregisseur und Schauspieler                                                    | 48    |       |
| 29. November | August Erker                               | US-amerikanischer Ruderer                                                                   | 72    |       |
| 29. November | Levon Schant                               | armenischer Dichter und Schriftsteller                                                      | 82    |       |
| 29. November | Max Schipper                               | österreichischer Sänger, Film- und Theaterschauspieler und Spielleiter                      | 51    |       |
| 29. November | Karl Spindler                              | deutscher Marineoffizier und Autor                                                          | 64    |       |
| 29. November | Kenneth S. Wherry                          | US-amerikanischer Politiker                                                                 | 59    |       |
| 29. November | Adolf Wolfard                              | deutscher Redakteur                                                                         | 49    |       |
| 30. November | Jelena Alexandrowna Beckmann-Schtscherbina | russische Pianistin                                                                         | 69    |       |
| 30. November | Eligius Freudl                             | österreichischer Landwirt, Pflanzenzüchter und Agrarwissenschaftler                         | 76    |       |
| 30. November | Harold Kitson                              | südafrikanischer Tennisspieler                                                              | 77    |       |
| 30. November | Leonard Lagerlöf                           | schwedischer Sportschütze                                                                   | 81    |       |
| 30. November | Oskar Laske                                | österreichischer Maler                                                                      | 77    |       |
| 30. November | Emil Mackh                                 | deutscher Politiker                                                                         | 57    |       |
| November     | Ruben Ter-Minasjan                         | armenischer Politiker, Mitglied der Armenischen Revolutionären Föderation                   | 69    |       |

## Dezember
| Tag          | Name                                                       | Beruf, bekannt als                                                                                         | Alter | Beleg |
| ------------ | ---------------------------------------------------------- | --- | ----- | ----- |
| 1. Dezember  | Toni Danzer                                                | deutscher Maler                                                                                            | 60    |       |
| 1. Dezember  | Vittorio Petrella Da Bologna                               | italienischer Maler des Futurismus                                                                         | 65    |       |
| 1. Dezember  | Felix Petyrek                                              | österreichischer Komponist                                                                                 | 59    |       |
| 1. Dezember  | Wilhelm Schmidle                                           | deutscher Botaniker und Geologe                                                                            | 91    |       |
| 1. Dezember  | Te Rangi Hīroa                                             | Māori-Arzt, Politiker und Anthropologe                                                                     | 74    |       |
| 2. Dezember  | John McConnell Black                                       | britisch-australischer Linguist und Botaniker                                                              | 96    |       |
| 2. Dezember  | Neith Boyce                                                | US-amerikanische Schriftstellerin, Bühnenautorin und Journalistin                                          | 79    |       |
| 2. Dezember  | Paul Faber                                                 | deutscher Industriemanager                                                                                 | 71    |       |
| 2. Dezember  | Georg Martius                                              | deutscher Diplomat                                                                                         | 67    |       |
| 2. Dezember  | José de Jesús Ravelo                                       | dominikanischer Komponist und Musikpädagoge                                                                | 75    |       |
| 2. Dezember  | Manuel Ugarte                                              | argentinischer Schriftsteller                                                                              | 76    |       |
| 3. Dezember  | Cyril Blake                                                | britisch-westindischer Jazzmusiker                                                                         | 51    |       |
| 3. Dezember  | Alfred Kettig                                              | deutscher Politiker (KPD), MdL Anhalt, Widerstandskämpfer                                                  | 48    |       |
| 3. Dezember  | Otto Palandt                                               | deutscher Jurist und Herausgeber                                                                           | 74    |       |
| 3. Dezember  | Joseph Boyd Poindexter                                     | US-amerikanischer Politiker und Jurist                                                                     | 82    |       |
| 3. Dezember  | Gérard Wantenaar                                           | niederländischer Ordensgeistlicher, römisch-katholischer Apostolischer Vikar von Basankusu                 | 65    |       |
| 4. Dezember  | Elizabeth Cadbury                                          | britische Philanthropin                                                                                    | 93    |       |
| 4. Dezember  | Sebastian Finsterwalder                                    | bayerischer Mathematiker und Geodät                                                                        | 89    |       |
| 4. Dezember  | Edward Hawthorn                                            | englischer Badmintonspieler                                                                                |       |       |
| 4. Dezember  | Pedro Salinas                                              | spanischer Schriftsteller und Dichter                                                                      | 60    |       |
| 5. Dezember  | Franz Arnholdt                                             | deutscher Verleger und Kommunalpolitiker (SPD)                                                             | 66    |       |
| 5. Dezember  | José Guadalupe Ortíz y López                               | mexikanischer Geistlicher, Erzbischof von Monterrey                                                        | 83    |       |
| 5. Dezember  | Shoeless Joe Jackson                                       | US-amerikanischer Baseballspieler                                                                          | 64    |       |
| 6. Dezember  | J. Edward Bromberg                                         | US-amerikanischer Schauspieler                                                                             | 47    |       |
| 6. Dezember  | André Gobert                                               | französischer Tennisspieler                                                                                | 61    |       |
| 6. Dezember  | Harold Ross                                                | US-amerikanischer Journalist und Gründer der Zeitung The New Yorker                                        | 59    |       |
| 6. Dezember  | Léon Rothier                                               | französischer Geiger und Opernsänger (Bass)                                                                | 76    |       |
| 6. Dezember  | Lisa Weise                                                 | deutsche Schauspielerin und Sängerin                                                                       | 70    |       |
| 7. Dezember  | Egbert Delpy                                               | deutscher Zeitungsredakteur, Schriftsteller und Kunstkritiker                                              | 75    |       |
| 7. Dezember  | Edward Leedskalnin                                         | lettischer Bildhauer und Ingenieur                                                                         | 64    |       |
| 7. Dezember  | Hans Heinrich Müller                                       | deutscher Architekt                                                                                        | 72    |       |
| 8. Dezember  | Joseph-Wilfrid Guy                                         | kanadischer Ordensgeistlicher, römisch-katholischer Bischof von Gravelbourg                                | 68    |       |
| 08. Dezember | George Hester                                              | kanadischer Leichtathlet                                                                                   | 49    |       |
| 8. Dezember  | Bobby Lowe                                                 | US-amerikanischer Baseballspieler                                                                          | 86    |       |
| 8. Dezember  | Paul Quensel                                               | deutscher Gymnasiallehrer und Heimatdichter                                                                | 86    |       |
| 8. Dezember  | Kurt Stavenhagen                                           | deutsch-baltischer Philosoph und Hochschullehrer                                                           | 66    |       |
| 9. Dezember  | Ashida Enosuke                                             | japanischer Pädagoge                                                                                       | 78    |       |
| 9. Dezember  | Luis Heyden                                                | deutscher Tennisspieler                                                                                    | 58    |       |
| 9. Dezember  | Kurt Wolffhügel                                            | deutscher Tierarzt, Parasitologe, Helminthologe und Moosesammler                                           | 82    |       |
| 10. Dezember | Algernon Blackwood                                         | englischer Autor, Esoteriker und Theosoph                                                                  | 82    |       |
| 10. Dezember | Anton Durcovici                                            | rumänischer Geistlicher, römisch-katholischer Bischof von Jassy                                            | 63    |       |
| 10. Dezember | Rudi Mirke                                                 | deutscher Radrennfahrer                                                                                    | 31    |       |
| 10. Dezember | Johan Willem Quarles van Ufford                            | niederländischer Jurist und Beamter (Kommissar der Königin)                                                | 69    |       |
| 11. Dezember | Christopher Addison, 1. Viscount Addison                   | englischer Anatomieprofessor und Politiker                                                                 | 82    |       |
| 11. Dezember | Hermann Schramm                                            | deutscher Opernsänger (Tenor und Tenorbuffo)                                                               | 80    |       |
| 11. Dezember | Fanny Schreck                                              | deutsche Schauspielerin                                                                                    | 74    |       |
| 12. Dezember | Mildred Bailey                                             | US-amerikanische Sängerin                                                                                  | 44    |       |
| 12. Dezember | Oskar Blümm                                                | deutscher Offizier, Generalleutnant im Zweiten Weltkrieg                                                   | 67    |       |
| 12. Dezember | Carl Köttgen                                               | deutscher Elektroingenieur, Industrieller und Verbandsvertreter                                            | 80    |       |
| 12. Dezember | Eduard Lissner                                             | deutscher Politiker (SPD/SED) und Gewerkschafter                                                           | 60    |       |
| 12. Dezember | Tim Melvill                                                | britischer Polospieler                                                                                     | 74    |       |
| 12. Dezember | Hermann Schwarz                                            | deutscher Philosoph                                                                                        | 86    |       |
| 12. Dezember | Hans Tiessler                                              | deutscher Jurist und Oberbürgermeister von Kattowitz                                                       | 46    |       |
| 12. Dezember | Siegfried von der Trenck                                   | deutscher Schriftsteller                                                                                   | 69    |       |
| 13. Dezember | Miguel Ángel Hurtado Delgado                               | peruanischer Lehrer, Journalist, Musiker und Komponist                                                     | 29    |       |
| 13. Dezember | Heinrich Brandl                                            | deutscher Politiker (BVP), MdR                                                                             | 66    |       |
| 13. Dezember | Laurence Guillemard                                        | britischer Beamter, Gouverneur der Straits Settlements und Administrator von Singapur                      | 89    |       |
| 13. Dezember | Martha Haffter                                             | Schweizer Malerin                                                                                          | 78    |       |
| 13. Dezember | Raffael Schuster-Woldan                                    | deutscher Maler                                                                                            | 81    |       |
| 14. Dezember | Waldemar Bolze                                             | deutscher Journalist und sozialistischer Politiker                                                         | 65    |       |
| 14. Dezember | Franz Horch                                                | österreichischer Dramaturg und Literaturagent                                                              | 50    |       |
| 14. Dezember | Herbert Spencer Jackson                                    | US-amerikanischer Mykologe                                                                                 | 68    |       |
| 14. Dezember | Fritz Julius Kuhn                                          | deutschamerikanischer Chemiker, Leiter des „Amerikadeutschen Bundes“                                       | 55    |       |
| 14. Dezember | Hans-Detlef Herhudt von Rohden                             | deutscher Generalmajor der Luftwaffe im Zweiten Weltkrieg                                                  | 52    |       |
| 15. Dezember | Eric Drummond, 7. Earl of Perth                            | britischer Politiker und erster Generalsekretär des Völkerbundes                                           | 75    |       |
| 15. Dezember | María Grever                                               | mexikanische Komponistin                                                                                   | 66    |       |
| 15. Dezember | Wolfgang Harlan                                            | deutscher Flugzeugingenieur und Unternehmer                                                                | 69    |       |
| 15. Dezember | Theodor Heynemann                                          | Gynäkologe                                                                                                 | 73    |       |
| 15. Dezember | Anna Hirzel-Langenhan                                      | Schweizer Pianistin und Klavierpädagogin                                                                   | 77    |       |
| 15. Dezember | Archibald von Keyserling                                   | deutschbaltischer Marineoffizier                                                                           | 69    |       |
| 15. Dezember | Walter Koennecke                                           | deutscher Mediziner                                                                                        | 64    |       |
| 15. Dezember | Aloisia Schirmer                                           | österreichische Politikerin (CSP), Abgeordnete zum Nationalrat                                             | 73    |       |
| 15. Dezember | John A. Whitaker                                           | US-amerikanischer Politiker                                                                                | 50    |       |
| 16. Dezember | Thomas Rayner Dawson                                       | britischer Schachkomponist, Mathematiker und Vizepräsident des britischen Instituts der Kautschukindustrie | 62    |       |
| 16. Dezember | Josef Engelhardt                                           | deutscher Landwirt und Politiker (Zentrum), MdL                                                            | 79    |       |
| 16. Dezember | Fritz Emil Irrgang                                         | deutscher Politiker (NSDAP), MdR, Oberbürgermeister von Bottrop, Bocholt und Recklinghausen                | 61    |       |
| 16. Dezember | Selim Palmgren                                             | finnischer Komponist                                                                                       | 73    |       |
| 16. Dezember | Alice Maud Shipley                                         | englisch-britische Suffragette                                                                             | 82    |       |
| 17. Dezember | Wilhelm Börner                                             | österreichischer Philosoph, Moralpädagoge und Schriftsteller                                               | 69    |       |
| 17. Dezember | Heinrich Döring                                            | deutscher Jesuit und Bischof von Poona                                                                     | 92    |       |
| 17. Dezember | Tassilo Hoffmann                                           | deutscher Numismatiker                                                                                     | 64    |       |
| 17. Dezember | Johannes Hendrik Kramers                                   | niederländischer Islamwissenschaftler                                                                      | 60    |       |
| 17. Dezember | Otto Leege                                                 | deutscher Pädagoge und Naturwissenschaftler                                                                | 89    |       |
| 17. Dezember | Karl Meinhardt                                             | deutscher Architekt                                                                                        | 66    |       |
| 17. Dezember | Charlotte Andrews Stephens                                 | US-amerikanische Lehrerin                                                                                  |       |       |
| 17. Dezember | Ernst Wagner                                               | österreichischer Maler                                                                                     | 74    |       |
| 17. Dezember | Wilhelm Wisch                                              | deutscher Politiker (NSDAP), MdR                                                                           | 62    |       |
| 18. Dezember | Paul Appenzeller                                           | Schweizer Mundartautor                                                                                     | 63    |       |
| 18. Dezember | Umberto Cassuto                                            | italienisch-israelischer Historiker und Bibelwissenschaftler                                               | 68    |       |
| 18. Dezember | Sibylla Cronenberg                                         | deutsche Hotelwirtin und Gerechte unter den Völkern                                                        | 81    |       |
| 18. Dezember | André Durieux                                              | kanadischer Geiger, Dirigent und Musikpädagoge                                                             |       |       |
| 18. Dezember | Kitawaki Noboru                                            | japanischer Maler                                                                                          | 50    |       |
| 18. Dezember | Joe Ohl                                                    | US-amerikanischer Baseballspieler                                                                          | 63    |       |
| 18. Dezember | Ernst Felix Petritsch                                      | österreichischer Hochschullehrer                                                                           | 73    |       |
| 18. Dezember | Jean Saint-Pierre                                          | französischer Geistlicher und römisch-katholischer Weihbischof in Karthago                                 | 67    |       |
| 19. Dezember | Arthur Capper                                              | US-amerikanischer Politiker                                                                                | 86    |       |
| 19. Dezember | Gilbert Heathcote-Drummond-Willoughby, 2. Earl of Ancaster | britischer Politiker (Conservative Party)                                                                  | 84    |       |
| 19. Dezember | Bob Lindemann                                              | US-amerikanischer Baseballspieler                                                                          | 73    |       |
| 19. Dezember | Henri de Saint Germain                                     | französischer Säbelfechter                                                                                 | 73    |       |
| 19. Dezember | Albert Sprott                                              | US-amerikanischer Leichtathlet                                                                             | 54    |       |
| 19. Dezember | Philipp Vassel                                             | deutscher Diplomat                                                                                         | 78    |       |
| 20. Dezember | Franz Rudolf Bornewasser                                   | deutscher Geistlicher, katholischer Bischof von Trier                                                      | 85    |       |
| 20. Dezember | Sergei Iwanowitsch Ognjow                                  | sowjetischer Mammaloge                                                                                     | 65    |       |
| 20. Dezember | Otto Schleinitz                                            | deutscher Politiker (SPD), MdL                                                                             | 65    |       |
| 21. Dezember | José María Aguilar                                         | uruguayischer Sänger, Gitarrist und Komponist                                                              | 60    |       |
| 21. Dezember | Ata al-Ayyubi                                              | syrischer Politiker                                                                                        | 74    |       |
| 21. Dezember | Ernie Collett                                              | kanadischer Eishockeyspieler                                                                               | 56    |       |
| 21. Dezember | Hardy von François                                         | deutscher Schauspieler und Intendanzrat                                                                    | 72    |       |
| 21. Dezember | Gerhard Heinzelmann                                        | deutscher Theologe, Hochschullehrer und Rektor der Universität Basel (Schweiz)                             | 67    |       |
| 21. Dezember | Kurt Herdemerten                                           | deutscher Bergingenieur und Polarforscher                                                                  | 51    |       |
| 21. Dezember | Günter Riesen                                              | deutscher Kommunalpolitiker, Nationalsozialist, Oberbürgermeister von Köln                                 | 59    |       |
| 22. Dezember | Roland Engelhard                                           | deutscher Bildhauer                                                                                        | 83    |       |
| 22. Dezember | Richard Hennig                                             | deutscher Verkehrswissenschaftler und historischer Geograph                                                | 77    |       |
| 22. Dezember | Karl Koller                                                | deutscher General der Flieger im Dritten Reich                                                             | 53    |       |
| 22. Dezember | Mehmet Şerif Pascha                                        | osmanischer Politiker                                                                                      |       |       |
| 23. Dezember | Aram Andonian                                              | armenischer Journalist, Autor und Schriftsteller                                                           |       |       |
| 23. Dezember | Enrique Santos Discépolo                                   | argentinischer Komponist                                                                                   | 50    |       |
| 23. Dezember | Alfrēds Kalniņš                                            | lettischer Komponist                                                                                       | 72    |       |
| 23. Dezember | Benito Lynch                                               | argentinischer Schriftsteller                                                                              | 66    |       |
| 24. Dezember | Christian Craft                                            | britischer Schiffsingenieur und Expeditionsteilnehmer                                                      | 80    |       |
| 24. Dezember | Gustav Haloun                                              | Sinologe                                                                                                   | 53    |       |
| 24. Dezember | Raffaele Rossetti                                          | italienischer Offizier und Politiker                                                                       | 70    |       |
| 24. Dezember | Ernst Tschickert                                           | deutscher Gewerkschafter und Widerstandskämpfer                                                            | 62    |       |
| 24. Dezember | Karl Werkmann                                              | österreichischer Journalist und Privatsekretär von Karl I.                                                 | 73    |       |
| 25. Dezember | Filip Ericsson                                             | schwedischer Segler                                                                                        | 69    |       |
| 26. Dezember | Vic Berton                                                 | US-amerikanischer Jazz-Schlagzeuger                                                                        | 55    |       |
| 26. Dezember | Vittorio Cian                                              | italienischer Senator, Romanist und Italianist                                                             | 89    |       |
| 26. Dezember | Arnošt Czech Czechenherz                                   | tschechischer Schriftsteller, Poet, Dramatiker und Übersetzer                                              | 73    |       |
| 26. Dezember | David Torrence                                             | britischer Schauspieler                                                                                    | 87    |       |
| 26. Dezember | Heinrich Wild                                              | Schweizer Erfinder und Unternehmer                                                                         | 74    |       |
| 27. Dezember | Max von Behr                                               | deutscher Generalleutnant der Waffen-SS, SS-Gruppenführer, Stabsführer des NS-Kriegerbundes                | 72    |       |
| 27. Dezember | Ernie Lindemann                                            | US-amerikanischer Baseballspieler                                                                          | 73    |       |
| 27. Dezember | Johannes Nagler                                            | deutscher Rechtswissenschaftler und Hochschullehrer                                                        | 75    |       |
| 27. Dezember | Nils Nilsson Skum                                          | schwedischer Künstler                                                                                      | 79    |       |
| 27. Dezember | Johan Stein                                                | niederländischer Astronom                                                                                  | 80    |       |
| 28. Dezember | Hans Demel                                                 | österreichischer Ägyptologe                                                                                | 65    |       |
| 28. Dezember | Jarl Jakobsson                                             | finnischer Leichtathlet                                                                                    | 71    |       |
| 28. Dezember | Ernst Eberhard Kleiner                                     | deutscher Verwaltungsjurist, Landrat und Präsident des DSGV                                                | 80    |       |
| 28. Dezember | Pánfilo Natera                                             | mexikanischer General und Gouverneur von Zacatecas                                                         | 69    |       |
| 28. Dezember | Nils Opdahl                                                | norwegischer Turner                                                                                        | 69    |       |
| 28. Dezember | Paul Ottenheimer                                           | deutscher Kapellmeister, Komponist und Überlebender des Holocaust                                          | 78    |       |
| 28. Dezember | Jewgeni Petrowitsch Schmidt-Otschakowski                   | russischer Offizier                                                                                        | 62    |       |
| 29. Dezember | Hi Bithorn                                                 | US-amerikanischer Baseballspieler                                                                          | 35    |       |
| 29. Dezember | Otto Boelitz                                               | deutscher Pädagoge und Politiker (DVP, CDU), preußischer Staatsminister                                    | 75    |       |
| 29. Dezember | Alfred Boppel                                              | deutscher Fotograf und Drucker in Schwäbisch Gmünd                                                         | 79    |       |
| 29. Dezember | Bruno Faass                                                | deutscher Bibliothekar                                                                                     | 69    |       |
| 29. Dezember | Walter Möllenberg                                          | deutscher Archivar und Historiker                                                                          | 72    |       |
| 30. Dezember | George Ahlgren                                             | US-amerikanischer Ruderer                                                                                  | 23    |       |
| 30. Dezember | Nanna Conti                                                | deutsche Hebamme und Reichshebammenführerin                                                                | 70    |       |
| 30. Dezember | Bob Kinsella                                               | US-amerikanischer Baseballspieler                                                                          | 52    |       |
| 30. Dezember | Rupert von Miller                                          | deutscher Architekt und Bildhauer                                                                          | 72    |       |
| 30. Dezember | Abraham Silberschein                                       | polnischer Rechtsanwalt, Zionist, Mitglied im ersten Sejm                                                  | 69    |       |
| 31. Dezember | Heinrich Adolph                                            | deutscher protestantischer Theologe und Hochschullehrer                                                    | 66    |       |
| 31. Dezember | Rafael Gálvez Bellido                                      | spanischer Violinist, Pianist, Musikpädagoge und Komponist                                                 |       |       |
| 31. Dezember | Pleasant Crump                                             | letzter Soldat des amerikanischen Bürgerkrieges                                                            | 104   |       |
| 31. Dezember | Philipp Abraham Kohnstamm                                  | niederländischer Physiker, Philosoph und Pädagoge                                                          | 76    |       |
| 31. Dezember | Maxim Maximowitsch Litwinow                                | sowjetischer Revolutionär, Außenpolitiker und Diplomat                                                     | 75    |       |
| 31. Dezember | Hans Menzl                                                 | österreichischer Politiker (SPÖ), Mitglied des Bundesrates                                                 | 57    |       |
| 31. Dezember | Gerhard Ringeling                                          | deutscher Schriftsteller                                                                                   | 64    |       |
| Dezember     | Hilary Saint George Saunders                               | britischer Schriftsteller                                                                                  |       |       |